# Franklin Cover
Franklin Edward Cover (Cleveland (Ohio), 20 november 1928 – Englewood (New Jersey), 5 februari 2006) was een Amerikaans acteur.

## Biografie
Cover werd geboren in Cleveland (Ohio), en studeerde af in 1951 aan de Denison University in Granville (Ohio).
Cover was van 1965 getrouwd en heeft hieruit twee kinderen heeft. Op 5 februari 2006 stierf hij aan de gevolgen van longontsteking in zijn woonplaats Englewood (New Jersey).

## Filmografie

### Films
- 1998 Almost Heroes – als Nicholas Burr
- 1994 A Perry Mason Mystery: The Case of the Lethal Lifestyle – als ??
- 1992 Brain Donors – als dokter
- 1988 Zits – als FBI chef
- 1987 Wall Street – als Dan
- 1982 A Woman Called Golda – als Hubert Humhprey
- 1982 The Day the Bubble Burst – als Herbert Hoover
- 1975 The Stepford Wives – als Ed Wimpiris
- 1974 Change at 125th Street – als ??
- 1973 The Connection – als Lee Harris
- 1972 Between Time and Timbuktu – als Donald Pirandello
- 1972 Short Walk to Daylight – als begeleider
- 1968 What's So Bad About Feeling Good? – als medisch expert
- 1965 Mirage – als groepsleider

### Televisieseries
Uitgezonderd eenmalige gastrollen.
- 1991 In the Heat of the Night – als Tommy Vincent – 2 afl.
- 1991 Who's the Boss? – als mr. Campbell – 2 afl.
- 1975-1985 The Jeffersons – als Tom Willis – 243 afl.
- 1967 The Jackie Gleason Show – als politie officier Callahan – 2 afl.

- Gemeinsame Normdatei: 173861849
- International Standard Name Identifier: 0000 0003 5957 9902
- Library of Congress Control Number: no98088318
- Nationale Bibliotheek van Israël: 987009541278105171
- SNAC: w6cw1vcv
- Virtual International Authority File: 216480605
- WorldCat: E39PBJcrgdtDXhWYX4WbrX7WDq